# Liste der Äbte von Clairvaux
Die folgenden Personen waren Äbte von Clairvaux (Frankreich):
- 1115–1153: Bernhard I.
- 1153–1157: Robert I. von Brügge (vorher Abt von Dunes)
- 1157-um 1161: Fastredus (vorher Abt von Cambron)
- 1162–1165: Gottfried von Auxerre (vorher Sekretär Bernards, Abt von Igny, danach Abt von Fossanova und Hautecombe)
- 1165–1170: Pontius (vorher Abt von Granselve, danach Bischof von Clermont)
- 1170–1177: Gerhard I. (vorher Abt von Fossanova)
- 1177–1179: Heinrich von Marcy (danach Kardinalbischof von Albano)
- 1179–1186: Petrus Monoculus (vorher Abt von Igny)
- 1186–1193: Garnier de Rochefort (vorher Abt von Auberive, danach Bischof von Langres)
- 1193–1196: Guy (vorher Abt von Ourscamp)
- um 1214–1216: Konrad von Urach (vorher Abt von Villers, danach Abt von Cîteaux und Kardinalbischof von Porto)
- 1217–1221: Wilhelm I. (vorher Abt von Montiers-en-Argonne)
- 1221–1223: Robert II. (danach Abt von Maison-Dieu (oder Nerlac))
- 1223–1224: Laurent (vorher Abt von Ursariae)
- 1224–1232: Raoul de Pinis oder de Peyrinis oder de la Roche-Aymon (vorher Abt von Igny, danach Bischof von Agen und Erzbischof von Lyon)
- 1233–1235: Dreux (vorher Abt von Ourscamp)
- 1235–1238: Evrard (vorher Abt von Larrivour)
- 1238–1239: Wilhelm II. (vorher Abt von Villers)
- 1242–1255: Stephen of Lexinton (vorher Abt von Savigny), Gründer des Collège Saint-Bernard in Paris
- 1257–1260 oder 1261: Johannes I. (vorher Abt von Igny, danach Abt von Grâce-Dieu und Titularerzbischof von Mitylène)
- 1262–1273: Philipp I. (auch Abt von Foucarmond)
- 1273–1280: Beuve oder Bovon (vorher Abt von Trois-Fontaines)
- 1280–1284: Thibaud de Saxey (vorher Abt von Maison-Dieu oder Nerlac, danach Abt von Cîteaux)
- 1284–1285: Gerard II. (vorher Abt von Igny)
- 1286–1291: Johannes II. (vorher Abt von Maison-Dieu oder Nerlac)
- 1291–1312: Johannes III. (danach Abt von Barbeau)
- 1312: Guillaume III. (vorher Abt von Balerne und von Cherlieu)
- 1313–1316: Konrad II. (vorher Abt von Hautecombe)
- 1316–1330: Mathieu I. de Aumella
- 1330–1345: Jean IV. d'Aizanville
- 1345–1358: Bernard II. de Laon
- 1358–1359: Jean V. de Buxières (Kardinal)
- 1360–1380: Jean VI. de Dullemonte
- 1380–1402: Etienne II. de Foissy oder de Foigny (vorher Abt von Pruilly)
- 1402–1405: Jean VII. de Martigny (vorher Abt von Morimond, danach Abt von Cîteaux)
- 1405–1428: Mathieu II. Pillard oder Pillaerdt (vorher Abt von Beaupré in Lothringen und von Mortemer)
- 1428–1448: Guillaume IV. de Edua (vorher Abt von Mortemer)
- 1449–1471: Philippe II. de Fontaines (vorher Abt von Maisières)
- 1471–1496: Pierre II. de Virey (vorher Abt von Cherlieu)
- 1496–1509: Jean VIII. Foucault oder de Chalon (vorher Abt von Rigny oder d'Igny und von Fontenay)
- 1509–1552: Edme oder Edmond de Saulieu oder Edmond Gaucher
- 1552–1571: Jérôme Souchier (auch Abt von Cîteaux, Teilnehmer am Konzil von Trient und Kardinal)
- 1571–1596: Lupin Le Mire
- 1596–1624: Denis Largentier
- 1624–1653: Claude Largentier
- 1654–1676: Pierre III. Henry (auch Prior der Klöster von Larrivour, Boulancourt und Clairvaux)
- 1676–1718: Pierre IV. Bouchu (vorher Abt von la Ferté)
- 1718–1740: Robert III. Gassot du Deffand
- 1740–1761: Pierre V. Mayeur (vorher Prior von Buzey)
- 1761–1792: François Le Blois

## Titularäbte
...
- 1945–1950: Matthäus Quatember

...